# Ms. Kelly Tour
A Ms. Kelly Tour é uma tour de concertos da cantora americana Kelly Rowland para promoção do álbum dela, Ms. Kelly. A Ms. Kelly World Tour foi a primeira tour mundial de Rowland. Rowland anteriormente tinha marcado uma tour europeia exclusiva de turismo, Simply Deeper Tour, para o seu álbum de estreia a solo, Simply Deep. Começou em 10 de Junho de 2007 e teve o término em 23 de Novembro de 2007.

## Setlist
- "Like This"
- "Daylight"
- "Train on a Track"
- "Simply Deep"
- "Ghetto"
- "Still In Love With My Ex"
- "This Is Love"
- "Bad Habit"
- "Can't Nobody"
- "Flashback"
- Destiny's Child Medley:
  - "Say My Name"
  - "Independent Women Part I"
  - "Survivor"
- "Work"

Encore
- "Dilemma"
- "Stole"

- "Like This"
- "Comeback"
- "Can't Nobody"
- "Dilemma"
- "Emotion" (contém trechos de "How Deep Is Your Love)
- "This Is Love"
- Destiny's Child Medley:
  - "Say My Name
  - "Independent Women Part I"
  - "Bootylicious"
  - "Survivor"
- "Daylight"

Encore
- "Dilemma

- "Like This"
- "Comeback"
- "Daylight"
- "Train on a Track"
- "Simply Deep"
- "Broken"
- Diva Medley:
  - "Love Again"
  - "Every Breath You Take"
  - "Unity"
- "Emotion" (contém trechos de "How Deep Is Your Love)
- "Ghetto"
- "When Love Takes Over
- "Still In Love With My Ex"
- "This Is Love"
- "Bad Habit"
- "Can't Nobody"
- "Flashback"
- Destiny's Child Medley:
  - "Say My Name"
  - "Independent Women Part I"
  - "Bootylicious"
  - "Survivor"
- "Work"

Encore
- "Dilemma"
- "Stole"

## Datas da Turnê
| Europa                 |                    |                |                            |
| 10 de junho de 2007    | Londres            | Reino Unido    | G-A-Y                      |
| América do Norte       |                    |                |                            |
| 7 de julho 2007        | Nova Orleães       | Estados Unidos | Louisiana Superdome        |
| África                 |                    |                |                            |
| 15 de julho de 2007    | Lagos              | Nigéria        | ThisDay Events Centre      |
| América do Norte       |                    |                |                            |
| 23 de setembro de 2007 | Ohio               | Estados Unidos | Ohio State University      |
| 28 de outubro de 2007  | Seattle, WI        | Estados Unidos | Showbox                    |
| 30 de outubro de 2007  | Sacramento, CA     | Estados Unidos | Empire Events Center       |
| 31 de outubro de 2007  | San Francisco, CA  | Estados Unidos | Mezzanine                  |
| 1 de novembro de, 2007 | West Hollywood, CA | Estados Unidos | House of Blues             |
| 3 de novembro de 2007  | RenoNV             | Estados Unidos | Silver Legacy Casino       |
| 8 de novembro de 2007  | Phoenix, AZ        | Estados Unidos | Celebrity Theater          |
| 10 de novembro de 2007 | Albuquerque, NM    | Estados Unidos | Route 66                   |
| 11 de novembro de 2007 | El Paso, TX        | Estados Unidos | Route 66                   |
| 15 de novembro de 2007 | Dallas, TX         | Estados Unidos | Palladium                  |
| 17 de novembro de 2007 | Nova Orleães, LA   | Estados Unidos | House of Blues             |
| 21 de novembro de 2007 | Verona, NY         | Estados Unidos | Turning Stone              |
| 23 de novembro de 2007 | Atlantic City, NJ  | Estados Unidos | House of Blues             |
| 25 de novembro de 2007 | Detroit            | Estados Unidos | Plan B                     |
| 27 de novembro de 2007 | Cleveland          | Estados Unidos | Metropolis                 |
| 29 de novembro de 2007 | Las Vegas, NV      | Estados Unidos | The Orleans Hotel & Casino |
| 30 de novembro de 2007 | Las Vegas, NV      | Estados Unidos | The Orleans Hotel & Casino |
| 1 de dezembro de 2007  | Las Vegas, NV      | Estados Unidos | The Orleans Hotel & Casino |
| Europa                 |                    |                |                            |
| 26 de janeiro de 2008  | Londres            | Reino Unido    | G-A-Y                      |
| 31 de agosto de 2008   | Paris              | França         | Nike+Human Race Concert    |
| 6 de setembro de 2008  | Varsóvia           | Polônia        | Parade Square              |
| novembro de 2008       | Basileia           | Suíça          | Avo Session                |